# Аборты в Экваториальной Гвинее
В Экваториальной Гвинее аборты разрешены только в том случае, если беременность представляет опасность для здоровья или жизни матери или плода, а также в случае беременности в результате изнасилования или инцеста, при этом срок беременности не должен превышать двенадцати недель. Экваториальная Гвинея вводит обязательное согласие супруга на аборт. Людям, которые делают аборты или помогают в их проведении, могут грозить штрафы или тюремное заключение. Закон об абортах 1991 года запрещал аборты, за исключением случаев, когда это необходимо для спасения жизни или здоровья матери. Закон 2020 года расширил правовые основания. В культуре народа фанг аборты считаются запрещёнными, а также против абортов широко выступают католики — основная религиозная группа страны.

## Законодательство
Закон о регулировании абортов 1991 года гласит, что аборт разрешён только в случаях риска для здоровья или жизни. В этом законе говорится, что аборты должны проводиться в медицинском центре с одобрения медицинского работника. В нём говорится, что супруг или опекун беременной женщины может возражать против аборта, хотя суды могут отменить это возражение. Незаконные аборты могут караться лишением свободы на срок от шести месяцев до двенадцати лет для лиц, принимающих или осуществляющих аборты, а также для родителей. 
Закон 4/2020 о сексуальных и репродуктивных правах был принят в июне 2020 года. Он установил право на планирование семьи и регулировал контрацепцию и терапевтические аборты. Статья 23 закона разрешает аборт, если медицинский работник определит, что беременность представляет опасность для жизни женщины или имеются дефекты плода, а также в случае изнасилования или инцеста. Статья 24 устанавливает предельный срок беременности для совершения аборта в двенадцать недель.
По данным Управления Верховного комиссара ООН по правам человека, в уголовном кодексе Экваториальной Гвинеи аборт рассматривается как уголовное преступление, хотя правительство заявило, что этот закон не действует. По состоянию на июнь 2022 года Экваториальная Гвинея является одной из одиннадцати стран, где для аборта требуется согласие супруга. Экваториальная Гвинея ратифицировала Мапутский протокол, который включает право на безопасный аборт.

## Распространённость
В базе данных глобальной политики в области абортов нет данных о количестве абортов в Экваториальной Гвинее. По данным Института Гутмахера, 64% женщин репродуктивного возраста в Экваториальной Гвинее испытывают неудовлетворённую потребность в контрацепции, что способствует абортам. 
Население страны преимущественно католическое и придерживается католической позиции неприятия абортов. Традиционно представители народа фанг редко прибегали к контрацепции или абортам, поскольку они культурно запрещены, в их культуре ценятся большие семьи. В 1994 году единственная больница в сельском округе Нсорк сообщила о показателе абортов 0,48 на одну женщину, без корреляции с возрастом. Ходят слухи, что китайские медицинские учреждения, деятельность которых в стране плохо регулируется, проводят нелегальные и смертельные аборты. Базирующаяся в Габоне Среднеафриканская сеть репродуктивного здоровья женщин ставит своей целью расширение доступа к уходу после аборта в Габоне, Камеруне и Экваториальной Гвинее. Организация проводила семинары с акушерками в Экваториальной Гвинее.